# Stéphane Lambese
Stéphane Lambese (ur. 10 maja 1995 w Nogent-sur-Marne) – haitański piłkarz francuskiego pochodzenia występujący na pozycji obrońcy we francuskim klubie Stade Lavallois oraz w reprezentacji Haiti. Wychowanek Olympique de Sevran. Znalazł się w kadrze na Copa América 2016.